# Джалал ад-дін Хусейн I
Шейх Джалал ад-дін Хусейн Джалаїр — джалаїрський султан.
Зійшов на престол після повалення свого брата, Хасана I, в результаті перевороту, здійсненого емірами останнього.